# 포브스 버넘
린든 포브스 샘프슨 버넘(영어: Linden Forbes Sampson Burnham, 1923년 1월 20일~1985년 8월 6일)은 1964년부터 1985년 사망할 때까지 가이아나의 정치인이자 대통령이었다. 그는 1964년부터 1966년까지 영국령 기아나의 총리, 1964년부터 1980년까지 가이아나의 총리, 그리고 1980년부터 1985년까지 가이아나의 초대 행정부 대통령(총 2대 대통령)을 역임했다. 그는 종종 자신의 사회주의 버전을 수용한 강자로 간주된다.
변호사로 교육을 받은 버넘은 가이아나 정치를 지배하게 될 두 정당(인민국가회의와 인민진보당)의 창립에 중요한 역할을 했다. 정부 수반으로서 그의 시간 동안, 가이아나는 영국의 식민지에서 영국과 헌법적 관계가 없는 공화국으로 옮겨갔다. 그의 총리직은 외국인 소유의 민간 산업의 국유화, 비동맹 운동의 회원 자격, 권위주의적인 국내 정책으로 특징지어졌다. 가이아나의 정치적, 사회적, 경제적 발전에 중요한 역할을 하는 것으로 널리 간주되었음에도 불구하고, 그의 대통령직은 아프리카 중심주의, 국가가 승인한 폭력, 부패, 그리고 선거 사기에 대한 비난으로 얼룩졌다.

## 대통령직
1980년 헌법은 대통령직을 행정직으로 만들기 위해 변경되었다. 버넘은 그 해 대통령 선거에서 76%의 득표율로 체디 제이건을 20%로 이겼다. 국제 관측통들은 인도계 가이아나 유권자들이 몇몇 투표소에서 투표하는 것을 막았다고 항의했고, 부정 투표에 대한 비난이 확산되고 있다. 이 대통령의 역할은 의회를 마음대로 해산하고, 입법에 거부권을 행사하며, 거의 모든 고위 정부 구성원을 임명하거나 해임할 수 있는 권한과 함께 왔다.
버넘은 가이아나에 집단체조를 도입했다. 이 대회는 1980년 2월 가이아나 협동 공화국의 수립을 기념하기 위해 처음 개최되었다.

## 사망

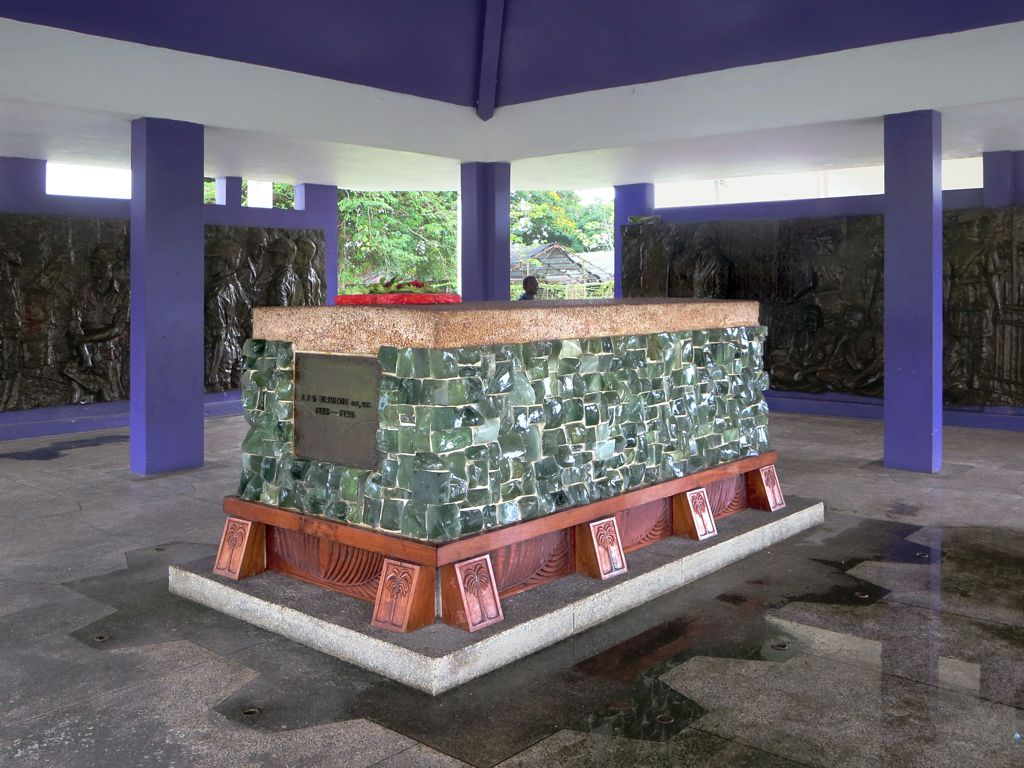
포브스 버넘 대통령의 무덤

버넘은 1985년 8월 6일 조지타운에서 62세의 나이로 목 수술 중 심장마비로 사망했다. 포브스가 사망하기 전까지 몇 년 동안 심장병을 앓았고 당뇨병을 앓았을 수도 있다는 몇 가지 자료가 있다. 버넘에서 일했던 한 남성은 대통령이 사망하기 약 3년 반 전에 "심장 공포증"을 앓았다는 소식을 들었다고 말했다. 목 수술은 쿠바에서 온 두 명의 전문가의 도움으로 진행되었다. 그는 며칠 후 식물원에 안치되었다. 그의 매장 후, 버넘의 시신은 발굴되어 영구히 전시될 수 있도록 소련으로 이송되었다. 그의 시신은 1년 후 마지막 매장을 위해 가이아나로 반환되었다. 버넘이 목 수술을 받은 이유는 확인되지 않았다. 용종이나 두경부암에 걸렸을 수도 있다는 주장이 제기되었다. 버넘의 시신이 영구적인 공개 전시를 위해 준비된 후 묻힌 이유에 대한 이론도 있다.
그의 시신은 1986년 조지타운의 가이아나 식물원에 있는 버넘의 묘소에 안치되었다. 영묘는 대부분 철근 콘크리트로 지어졌으며, 쿠유니마자루니주와 어퍼타쿠투어퍼에세키보주에서 공급된 화강암 바닥이 있다. 가이아나 건축가 조지 헨리가 십자가 모양으로 설계했다. 현재는 가이아나 내셔널 트러스트에 의해 유지되고 있다.